# Accident de personne
 (novembre 2010).
Si vous disposez d'ouvrages ou d'articles de référence ou si vous connaissez des sites web de qualité traitant du thème abordé ici, merci de compléter l'article en donnant les références utiles à sa vérifiabilité et en les liant à la section « Notes et références ».

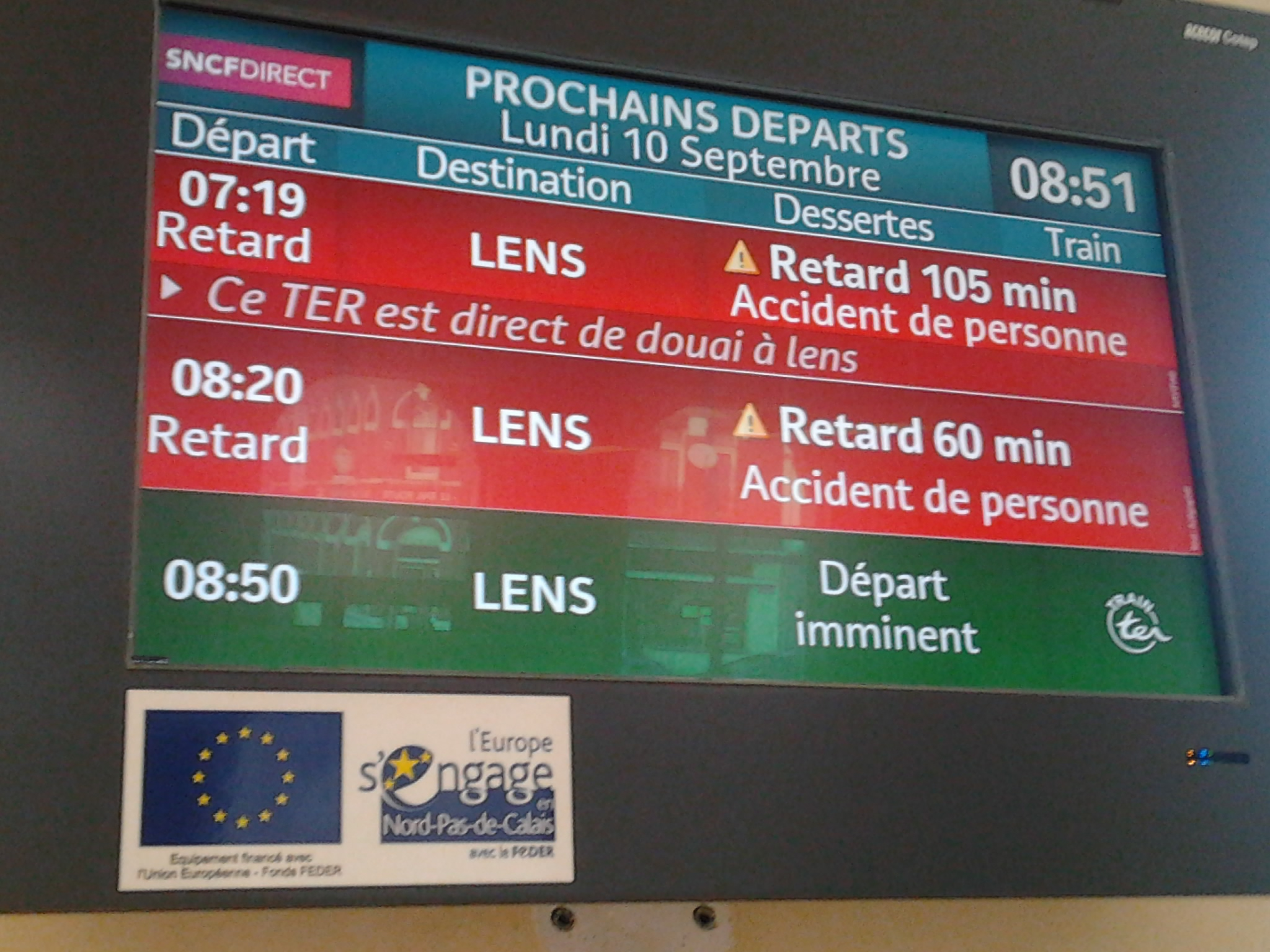
Annonce de plusieurs retards de train, affichés sur l'écran de la gare d'Hénin-Beaumont, dus à un accident de personne.

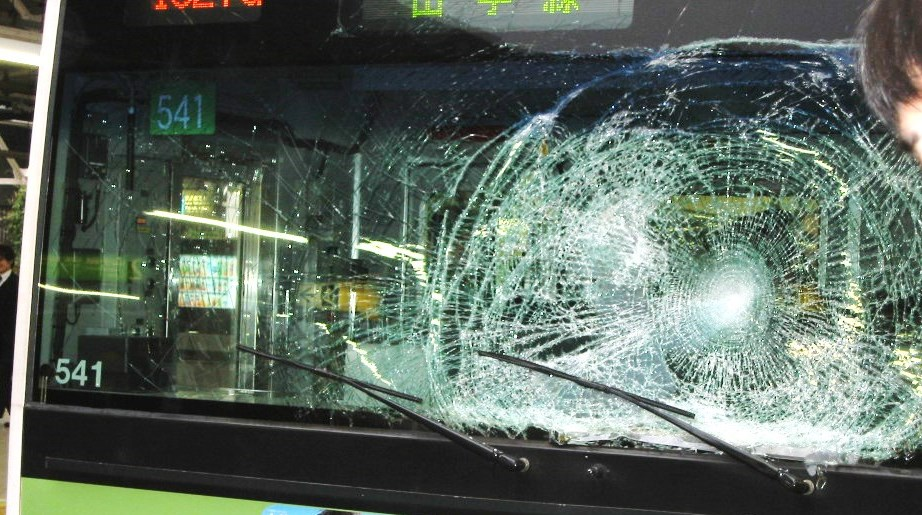
Parebrise d'un train japonais cassé par un accident de personne

Un accident de personne correspond dans le contexte ferroviaire à un accident de type collision de train dû à la présence de piéton dans le gabarit du train.

## Terminologie

### Histoire de la terminologie
Au XIXe siècle, le terme accident de personne était déjà utilisé dans le contexte maritime.
Le terme n'est pas encore dédié à un contexte particulier et peut aussi bien être utilisé lors d'une explosion de gaz que lors d'une morsure par un chien enragé.
Le terme apparaît en particulier dans des comptes rendus de l'époque sous la forme aucun accident de personne à déplorer.
Dans les années 1870, le terme est déjà utilisé dans le contexte ferroviaire.
En 1876, le terme accident de personne est utilisé pour les conséquences que subit un voyageur descendant du train en marche.
En 1882 on parle déjà d'un accident de personne pour une personne tuée en passant devant le train.

### Terminologie dans d'autres langues
En anglais on parle de Train-pedestrian fatalities.
En japonais, on parle de Jinshin jiko, littéralement un accident avec un corps humain ou un accident humain.

## Causes

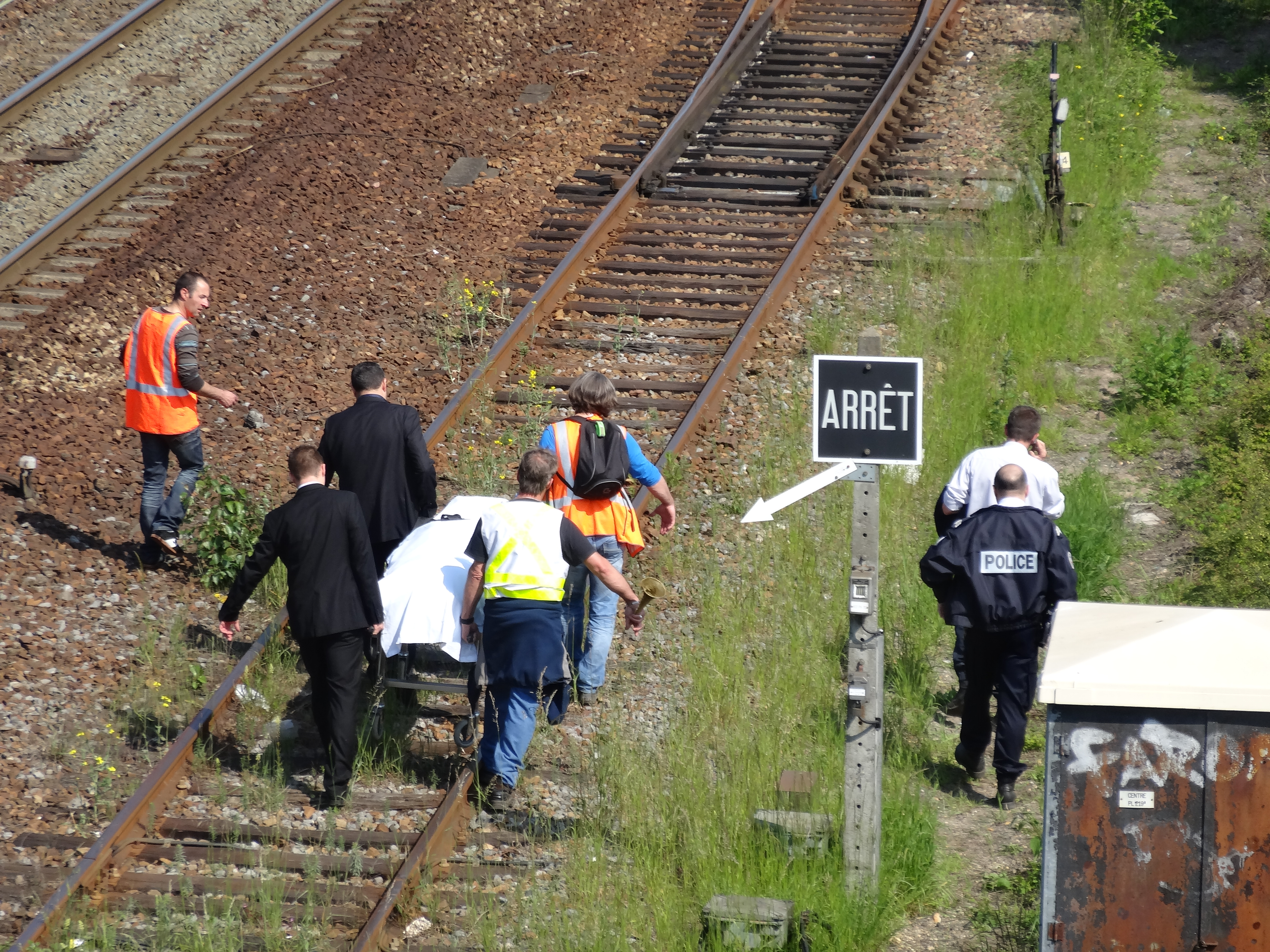
Accident de personne sur la ligne de Paris-Nord à Lille au niveau de Douai-Dorignies le 6 juin 2013.

Officiers de police nettoyant les restes d'un suicide àn Saitama Prefecture, février 2006

On distingue généralement trois causes provoquant des accidents de personnes :
- le suicide, qui est la cause la plus fréquente, trop souvent imprévisible et incontrôlable ;
- l'homicide, lorsqu'une personne pousse la victime de manière volontaire (ou involontaire) ;
- l'accident, lorsque l'individu glisse sur les rails ou est « happé » par le train.

## Comptage
En France, les méthodes de comptage de la BAAC diffèrent de celles de la SNCF,.
Pour le BEATT, ces chiffres sont en moyenne de 40 par an, pour ce qui concerne les accidents mortels par intrusion sur le domaine ferroviaire.
En ce qui concerne les décès par intrusion, avec 0,077 décès par million de train.km, la France est mieux placée que l'Allemagne (0,084) mais moins bien que le Royaume-Uni (0,052).
Aux États-Unis, en moyenne, 500 personnes sont tuées chaque année.

## Conséquences

### Conséquences sur la personne accidentée
L'accident de personne se solde le plus souvent par un décès. Les survivants subissent quant à eux généralement de très graves blessures : perte de membres par exemple.
Parmi les personnes célèbres, Jamel Debbouze et le fils de Michel Admette ont été le sujet d'un accident de personne en janvier 1990 en Île-de-France.
Un après-midi du 16 janvier 2011, Miyoshi Takei, inventeur du blind tennis (sic) et détenteur de plusieurs titres nationaux, rentrait chez lui avec sa femme également aveugle, et est tombé en face d'un train en mouvement sur la ligne Yamanote de Tokyo en Gare de Mejiro.

### Conséquences sur le trafic ferroviaire
En plus du bilan humain, l'accident a de graves conséquences perturbatrices sur le trafic en cours. En effet, lorsque survient un accident de personne, le conducteur déclenche normalement une alerte. Le train concerné est alors immobilisé pour cause d'accident. Les procédures d'alerte peuvent en outre prévoir l'arrêt d'autres circulations, sur d'autres voies, qui pourraient mettre en danger les abords de l'accident.
La circulation des trains étant interrompue aux abords du lieu de l'accident, il peut y avoir des conséquences sur l'ensemble du trafic ferroviaire (retards, détournements et surpressions de train), le temps nécessaire à l'intervention des services de secours et de police et à la réalisation de l'enquête de police. Il faut compter une durée moyenne de deux heures trente.

### Conséquences psychologiques pour le personnel
Les conséquences psychologiques pour les voyageurs et le mécanicien, premier témoin de l'accident, sont aussi sévères : des cellules psychologiques peuvent être mises en place.
Au Japon, 16 % des personnes développent un trouble de stress post-traumatique et 40 % des personnes développent une forme de dépression.

### Conséquences psycho-sociales sur la clientèle
Le suicide quotidien de passagers peut avoir des conséquences psycho-sociales sur la clientèle de voyageurs.

### Déroulement des interventions en France
En France, ce genre d'accident nécessite l'intervention sur place d'au moins :
- un officier de la police judiciaire (OPJ) ;
- un agent de la maintenance de l'infrastructure ferroviaire ;
- un agent de l'exploitation ferroviaire ;
- des agents de police ou de gendarmerie ;
- des pompiers ;
- le SMUR ;
- en cas d'homicide ou si le suicide n'est pas avéré, un médecin légiste et un technicien de l'identité judiciaire ;
- en cas de décès, les pompes funèbres.

La RATP utilise également le terme d'« accident grave de voyageur ».
En cas de décès à la suite d'un malaise, la RATP parle de « malaise important », l'intervention et les perturbations sont similaires.

## Circonstances

### Circonstances en Suède et en Finlande
En Suède et en Finlande, sur la période 2005-2009, 311 personnes se sont tuées en se trouvant sur le passage d'un train, dont 264 catégorisées en suicide.
La plupart des personnes concernées sont de sexe masculin, d'un âge compris entre 20 et 29 ans, et plus jeunes que les suicides ordinaires. La moitié des personnes concernées sont intoxiquées par de l'alcool, des médicaments ou d'autres drogues.
Ces problèmes surviennent plutôt en fin de semaine et en après-midi ou dans la soirée.

### Circonstances en France
En France, les circonstances en 2014 et 2015 sont similaires :
- les accidents se produisent plutôt en milieu urbain ;
- ils sont plus nombreux en soirée ;
- ils se produisent avec des trains roulant à 100 km/h[10].

Il n'y a pas d’accident de personne sur les lignes TGV.

## Prévention
Le 25 janvier 2011, le ministre du MLIT — ministre du territoire, de l'infrastructure, du transport et du tourisme — a demandé aux opérateurs ferroviaires de mettre en place un plan de maintenance de portes de quai après l'accident survenu en gare de Mejiro.

### Prévention du suicide au Japon

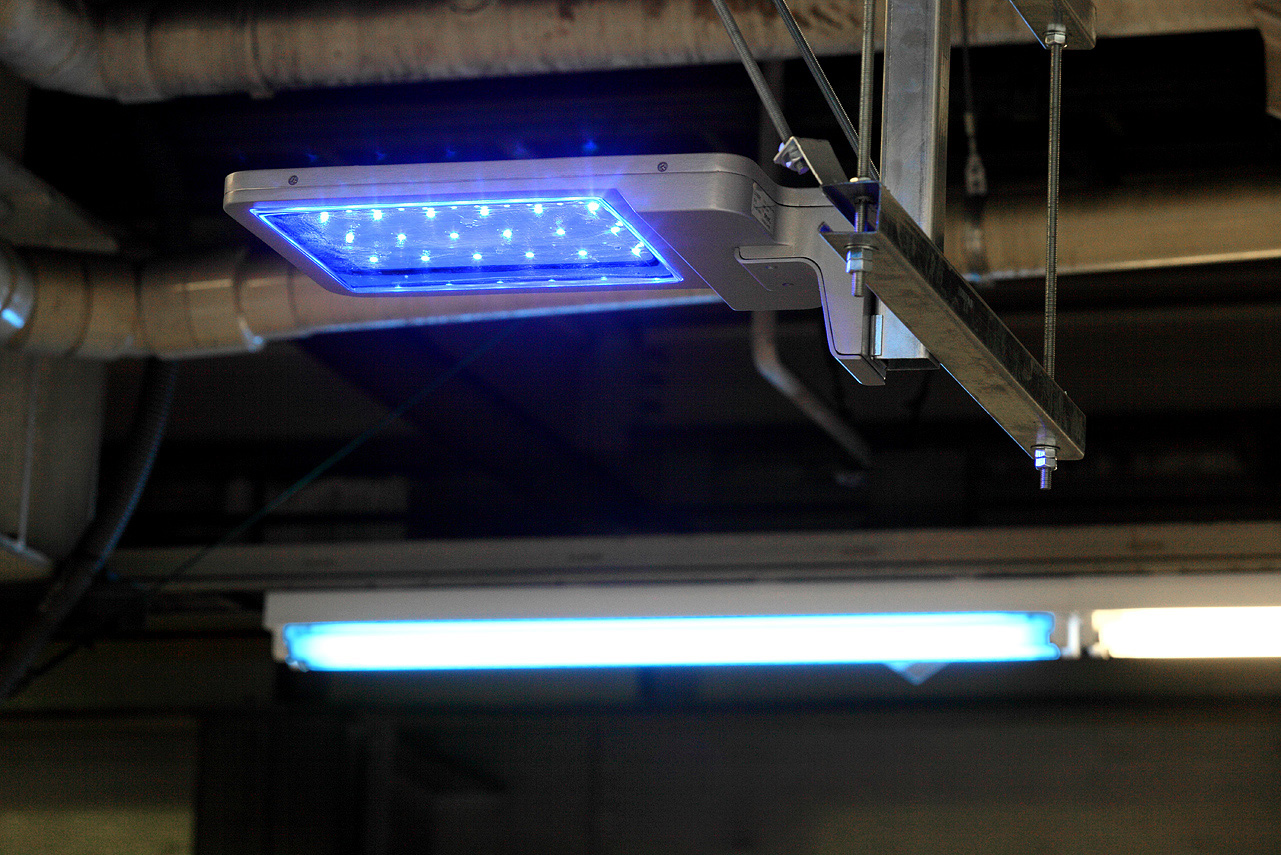
Lumières de prévention de suicide en gare

Certains trains au Japon sont utilisés comme moyen de suicide.
Dans l'imaginaire populaire, cette pratique serait facile et ne créerait pas de nuisance à la famille. En réalité, les familles sont souvent sollicitées ou poursuivies par les sociétés ferroviaires pour compenser les troubles et retards causés par l'accident : elles peuvent devoir jusqu'à 1 million de yens par société ferroviaire affectée.
Les opérateurs ferroviaires ont entrepris des initiatives pour décourager les suicides, comme la mise en place de lumières LED bleues dans les gares, dont les officiels espèrent qu'elles peuvent tranquilliser des sauteurs potentiels. Des portes de quais sont également installées dans de nombreuses gares ou stations dans un effort de retenir le public sur le quai jusqu'à l'arrivée du train.